# Tấn Ai Đế
Tấn Ai Đế (giản thể: 晋哀帝; phồn thể: 晉哀帝; bính âm: Jìn Aīdì) (341 – 30 tháng 3 năm 365), tên thật là Tư Mã Phi (司馬丕), tên tự Thiên Linh (千齡), là vị Hoàng đế thứ 6 của nhà Đông Tấn, và là Hoàng đế thứ 11 của Nhà Tấn trong lịch sử Trung Quốc. Trong thời gian trị vì ngắn ngủi của ông, quyền hành phần lớn nằm trong tay Hội Kê vương Tư Mã Dục và tướng Hoàn Ôn. Theo các tài liệu lịch sử, ông việc trường sinh bất lão ám ảnh, song ông cuối cùng đã chết do bị đầu độc.

## Đầu đời
Tư Mã Phi sinh năm 341 dưới thời trị vì của cha là Tấn Thành Đế, và là đại hoàng tử. Mẹ là Chu quý nhân, đến năm 342, bà tiếp tục hạ sinh hoàng tử Tư Mã Dịch. Vào mùa hè năm 342, Thành Đế lâm bệnh. Hà Sung (何充) chỉ ra rằng đại hoàng tử nên là người kế vị, song thúc phụ đằng ngoại của Thành Đế là Dữu Băng (庾冰), muốn vị hoàng đế mới vẫn sẽ có mối liên hệ thân thuộc với gia tộc của mình nên đã thuyết phục Thành Đế truyền ngôi cho hoàng đệ là Lang Da vương Tư Mã Nhạc, cũng là một người con trai của Thái hậu Dữu Văn Quân, ông luận rằng do kình địch Hậu Triệu ở phương bắc đang mạnh, đế quốc cần một vị hoàng đế trưởng thành. Thành Đế chấp thuận và chỉ định Tư Mã Nhạc làm người kế vị, Thành Đế mất không lâu sau đó và Tư Mã Nhạc lên ngôi. Tư Mã Phi khi ấy mới một tuổi được lập làm Lang Da vương. Ông tiếp tục giữ chức vụ này sau khi Khang Đế mất vào năm 344 do Khang Đế truyền ngôi cho con ruột của ông là Tư Mã Đam. Không rõ ông đã kết hôn với Vương Mục Chi vào khoảng thời gian nào.

## Trị vì
Năm 361, Tấn Mục Đế băng hà trong khi không có con trai. Mẹ của Mục Đế là Chử Thái hậu do đó là chọn Tư Mã Phi kế vị ngôi vị hoàng đế, ông lên ngôi và trở thành Ai Đế, khi ấy ông 20 tuổi. Ông phong vợ mình làm hoàng hậu, và hoàng đệ Tư Mã Dịch, trước đó mang tước vị Đông Hải vương, nay trở thành Lang Da vương. Do ông đã trưởng thành, Chử Thái hậu không còn giữ vai trò nhiếp chính, và mẹ ruột của ông, Chu quý nhân trở thành thành Chu Thái phi (皇太妃) vào năm 362, song được hưởng vật chất và nghi lễ tương đương với thái hậu. Tuy nhiên, quá trình ra các quyết định phần lớn nằm trong tay tướng Hoàn Ôn và Hội Kê vương Tư Mã Dục.
Năm 362, Hoàn Ôn sau khi chiếm được vùng Lạc Dương, đã yêu cầu dời đô đến Lạc Dương, Lạc Dương từng là kinh đô của nhà Tấn cho đến khi mất vào tay Hán Triệu vào năm 311. Tuy nhiên, triều đình theo một chiếu chỉ của Ai Đế, đã từ chối việc này.
Năm 363, Chu Thái phi qua đời. Để phù hợp với nghi lễ chính thức rằng ông không còn có thể tôn vinh bà là mẹ do vẫn còn Chử Thái hậu, Ai Đế đã không tuân thủ thời gian tang lễ thông thường đối với một người mẹ.
Ai Đế bị việc trường sinh bất lão ám ảnh tinh thần mặc dù ông vẫn còn trẻ. Năm 364, ông bị các pháp sư dùng thuốc đầu độc, ông đã ngã bệnh và không thể giải quyết các vẫn đề quan trọng. Chử Thái hậu một lần nữa trở thành người nhiếp chính.
Sai đó vào năm 364, Tiền Yên đã mở một cuộc tấn công lớn nhắm vào Lạc Dương, Hoàn Ôn và Tư Mã Dục đã xem xét đến một cuộc phản công để giải vây cho Lạc Dương. Tuy nhiên, Ai Đế đã qua đời vào đầu năm 365 nên kế hoạch bị hủy bỏ và Lạc Dương nhanh chóng thất thủ. Do Ai Đế không có con trai, hoàng đệ là Tư Mã Dịch lên ngôi, trở thành Tấn Phế Đế. Vương Hoàng hậu mất trước Ai Đế khoảng một tháng, họ được táng chung ở lăng An Bình.